# نمی‌تواند بهشت باشد
نمی‌تواند بهشت باشد (به انگلیسی: Can't Be Heaven) فیلمی محصول سال ۱۹۹۹ و به کارگردانی ریچارد فریدمن است. در این فیلم بازیگرانی همچون برایان بروک، رالف ماکیو، داین لد، ریچل تیکوتین، میشل تراکتنبرگ، گری مارشال، مت مک‌کوی، کیلی کوئوکو، مارک آلیمو و رالف مانزا ایفای نقش کرده‌اند.